# Sessame
Sessame – miejscowość i gmina we Włoszech, w regionie Piemont, w prowincji Asti.
Według danych na styczeń 2009 gminę zamieszkiwało 288 osób przy gęstości zaludnienia 34 os./1 km².